# Palazzi dei Canonici
I palazzi dei Canonici sono un complesso di tre edifici del centro storico di Firenze, situati in piazza del Duomo 12-13 (l'orientale), 14-15 (il centrale) e 16-17 (l'occidentale), con affacci anche su via dello Studio, piazza dei Maccheroni, piazza delle Pallottole,  piazza del Capitolo e via del Campanile.

## Storia

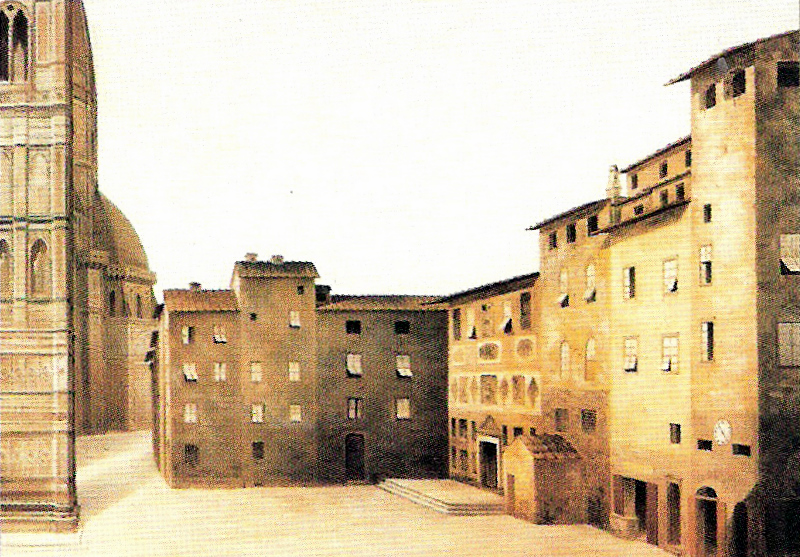
La "Canonica" di piazza del Duomo, in un dipinto di Fabio Borbottoni

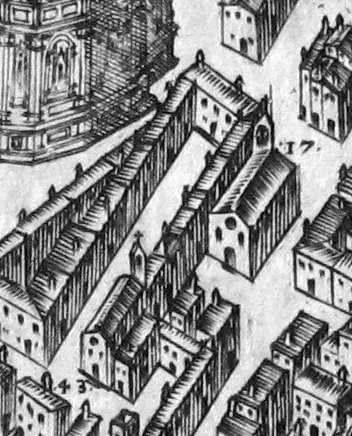
La zona della Canonica nella pianta del Buonsignori. Vi si nota la lunga corte dei Visdomini, tra le chiese di San Pier Celoro e San Benedetto

Nella zona antistante il fianco meridionale del Duomo di Firenze esisteva, probabilmente dal XIV secolo, il blocco degli edifici della Canonica: sorto come abitazione degli ecclesiastici della cattedrale e strettamente legato allo svolgimento delle attività religiose, consisteva in un complesso esteso su isolato chiuso, dotato di proprie mura, con un unico ingresso dal lato della cattedrale (vicino alla porta detta appunto "dei Canonici", ma secondo altre fonti situato in corrispondenza dell'attuale piazza del Capitolo), e dotato dell'immunità ecclesiastica, per concessione di vari pontefici. Ciò significava che nessuna autorità cittadina poteva entrare nel recinto della canonica, e che qualsiasi controversia avvenisse nelle sue mura era soggetta esclusivamente al diritto canonico. 
Nel tempo queste case e casetorri medievali erano diventate particolarmente anguste e scomode per i canonici, che per consuetudine appartenevano tutti a famiglie nobili, per cui essi preferivano risiedere nei rispettivi palazzi in città e dare a pigione le case. Nel corso dei secoli si era arrivati a particolare degrado della zona, particolarmente appetibile per coloro che, protetti dalla Chiesa, potevano esulare dai rapporti con la giustizia ordinaria, in una sorta di zona franca. Questa situazione venne interrotta nel periodo della reggenza di Francesco Stefano di Lorena, quando con decreto del 4 aprile 1754 venne abolita la chiusura della Canonica, con demolizioni parziali e l'apertura permanente di quattro porte: una su piazza San Benedetto, una su via del Campanile e una su via dello Studio, oltre a quella esistente verso il Duomo. Venne abolita l'immunità e le case vennero sottoposte alla normale tassazione della decima. In ottobre il termine di quei lavori, sovraintesi dall'architetto Giuseppe Ruggieri, coincise con l'apposizione della lapide sulla torre dei Pierozzi, sul luogo di nascita di sant'Antonino, che a quell'epoca faceva parte del recinto della Canonica. In quell'occasione venne anche realizzata la via della Canonica.
Al 1810 si data un progetto di Giuseppe Del Rosso volto a dare nuova regolarità alla zona e in particolare al lato verso il Duomo, non realizzato.
Più tardi, all'epoca di Leopoldo II di Lorena, iniziò a maturare l'idea di un allargamento e di un maggior decoro nella piazza. Furono progettati tre nuovi palazzi dall'architetto Gaetano Baccani, con lavori condotti tra il 1826 e il 1830, che rappresentarono uno dei primi interventi di "Risanamento" del centro storico, ben prima di quelli legati al piano Poggi e a Firenze Capitale.
Le demolizioni riguardarono essenzialmente il lato della piazza, mentre sui lati posteriori e laterali le tre singole costruzioni, sempre ad uso dei Canonici, si appoggiarono su alcune preesistenze.

## Descrizione

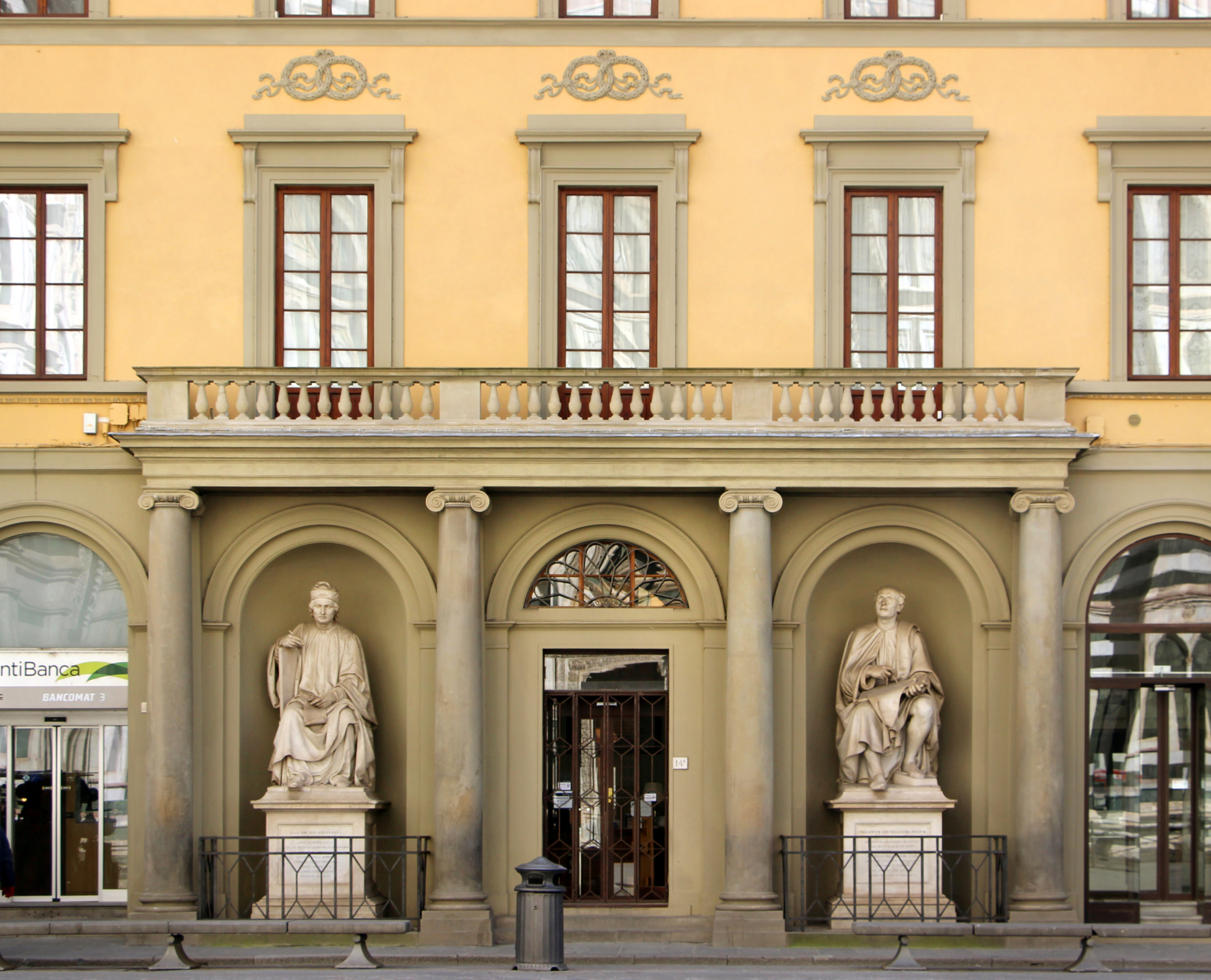
La loggetta con le statue

I tre palazzi dei Canonici definiscono il lato meridionale di piazza del Duomo, tra il palazzo della Misericordia (regolarizzato nelle forme pure dal Baccani) a ovest e la Casa Sermanni a est.
Quello centrale è sviluppato per nove assi su tre piani più un mezzanino, ed è caratterizzato per la presenza di un breve pronao di colonne d'ordine ionico che sorreggono una balconata ampia per tre assi, all'interno del quale, oltre al portone di accesso, trovano spazio ai lati due nicchie con le statue monumentali che raffigurano gli architetti del Duomo, Arnolfo di Cambio e Filippo Brunelleschi.
Le facciate di quelli laterali presentano un disegno oltremodo semplice, con al terreno una successione di nove arcate di cui due destinate a ingressi, sopra le quali si impostano altri due piani più un mezzanino. I due piani centrali presentano finestre di diverso disegno e comunque architravate e allineate su ricorsi in pietra artificiale. Corona il tutto una gronda alla romana. 
Sul lato di piazza delle Pallottole, lungo il fianco del palazzo orientale, esiste un macigno noto come "sasso di Dante", indicato da una tradizione ben radicata come il preferito da Dante Alighieri per sedersi a osservare i lavori alla cattedrale e un tempo venerato al pari di una sacra reliquia (a questa Dante's stone, ad esempio, è dedicato un sonetto del grande poeta inglese William Wordsworth, a Firenze nel 1837).
Su Piazza del Capitolo, lato palazzina occidentale, si segnala la presenza di un tabernacolo settecentesco con all'interno una copia della venerata immagine dell'Annunciazione conservata nella basilica della Santissima Annunziata, con in basso a destra una nota relativa a un restauro promosso nel 1847 dall'Opera dei Cappellani del Duomo. In questa solita palazzina, più prossima alla Via Calzaioli, nacque nell'anno 1783 l'attore drammatico Luigi Vestri.

### Statue
Le statue di Arnolfo di Cambio e Filippo Brunelleschi furono commissionate nel 1827 a Luigi Pampaloni e qui collocate il 21 giugno 1830. Ambedue furono negli anni successivi riprodotte nella maggior parte delle guide cittadine come mirabile esempio del magistero fiorentino nell'arte della scultura, ed in particolare apprezzate per la capacità dell'artista di esprimere i diversi caratteri dei due "Grandi" ritratti. La scelta della posizione dei due uomini illustri seduti, e non in piedi, aveva il nobile riferimento antico nelle statue di Lorenzo e Giuliano de' Medici nella Sacrestia Nuova di San Lorenzo, ma forse anche nell'esempio moderno del Niccolò Copernico di Bertel Thorvaldsen (Annarita Caputo), artista che, dal canto suo, aveva avuto modo di apprezzare il risultato conseguito dallo scultore fiorentino. Ciascuna statua reca una lunga epigrafe in latino. Di ambedue le sculture si conservano presso la Galleria dell'Accademia i modelli formati in gesso.
| Immagine | Statua               | Autore          | Data | Epigrafe | Traduzione |
| -------- | -------------------- | --------------- | ---- | --- | --- |
|          | Arnolfo di Cambio    | Luigi Pampaloni | 1830 | ILLE HIC EST ARNULPHUS QUI FORMAM FACERE IUSSUS AEDIS METROPOLITANAE TANTA EX DECRETO COMMUNIS FLORENTINORUM MAGNIFICENTIA EXTRUENDAE QUANTAM NULLA HOMINUM SUPERARE POSSET INDUSTRIA INGENTI CIVIUM AUSO OB ACIEM ANIMI INGENTEM PAREM SE PRAEBUIT.                                         | Qui è Arnolfo, colui che, incaricato di progettare l’aspetto della chiesa metropolitana, da costruire con tanta magnificenza secondo il decreto del Comune dei Fiorentini, una magnificenza che nessuna abilità umana avrebbe potuto superare, si mostrò all'altezza della grande impresa dei cittadini grazie alla sua acuta intelligenza e al suo ingegno straordinario. |
|          | Filippo Brunelleschi | Luigi Pampaloni | 1830 | PHILIPPUM BRUNELLESCHI FILIUM VIDES HOSPES HIC INGENIO AEQUALIBUS PRAESTITIT BONIS MULTUM PROFUIT ARTIBUS ANTIQUAE ARCHITECTURAE HONOREM RESTITUIT EAMQUE IN MIRA PRINCIPI TEMPLI EXCITANDA TESTITUDINE SUPERGRESSUS PROFLIGAVIT INVIDIAM ET GLORIAM SIBI ET URBI PEPERIT MAGNAM AETERNAMQUE | Straniero, qui vedi Filippo Brunelleschi, figlio. Egli eccelse rispetto ai suoi pari per il suo ingegno, diede grande beneficio alle arti, restituì onore all'antica architettura e, superandola, innalzò la meravigliosa cupola del principale tempio. Sconfisse l'invidia e conquistò per sé e per la città una gloria grande ed eterna.                                 |